# Carmelina Moscato
Carmelina Moscato, född den 2 maj 1984 i Ontario, Kanada, är en kanadensisk mittfältare i fotboll, som spelar för Piteå IF Dam. Landskamper/mål: 52/2.
Hon har representerat Kanada i två VM-turneringar (2003 och 2011).
Hon tog OS-brons i damfotbollsturneringen vid de olympiska fotbollsturneringarna 2012 i London. 